# Red Bull RB10
O Red Bull RB10 é um monoposto de Fórmula 1 desenhado por Adrian Newey para a equipe Infiniti Red Bull Racing para a temporada 2014. Foi pilotado pelo tetracampeão Sebastian Vettel e por Daniel Ricciardo, promovido da equipe B da Red Bull, Toro Rosso, para substituir Mark Webber, que se aposentou da Fórmula 1. O carro usa um motor V6 Turbo, produzido pela Renault Sport, dentro das regulamentações da categoria. Se mostrou bem competitivo durante a temporada, tanto que Daniel Ricciardo conquistou o terceiro lugar no Mundial de Pilotos. Já Vettel, mostrou um rendimento menor do que nas temporadas anteriores, quando ganhou o Tetracampeonato Mundial de Pilotos.
O RB10 foi apresentado ao público no dia 28 de janeiro de 2014, no Circuito Permanente de Jerez, no sul da Espanha.

## Pré-temporada
O carro foi um dos mais problemáticos durante a pré-temporada, e correu menos de 100 quilômetros nos primeiros testes em Jerez, a menor quilometragem dentre as equipes que atenderam a este teste. Além dos problemas do motor Renault (que afetaram outras equipes, como Caterham e Toro Rosso), o carro é muito estreito, e isso causou superaquecimento. As temperaturas eram tão altas que alguns componentes chegaram a derreter.
No segundo teste, realizado no Circuito Internacional do Barém, os problemas continuaram. Por recomendação da Renault, o ERS foi desativado, e o carro ficou com pouco mais de 150 cavalos de potência. Além disso, nos dias finais, o chassi sofreu problemas. Os tempos marcados foram tão ruins que, se o teste se tratasse de um treino de qualificação, tanto Vettel quanto Ricciardo ficariam acima do limite de 107% imposto pela FIA e não poderiam competir uma possível corrida.
No terceiro teste, ainda no Barém, as coisas melhoraram um pouco. Ricciardo marcou uma volta "competitiva", 2,5 segundos acima da volta mais rápida, de Felipe Massa. Quando chegou a vez de Vettel pilotar, o carro quebrou. Christian Horner admitiu não saber quando os problemas no carro iriam ser resolvidos.

## Resumo da temporada
No GP da Austrália, Vettel abandonou com problemas no motor. Surpreendentemente, depois de todos os problemas, Ricciardo conseguiu um segundo lugar ao fim da corrida, mas foi desclassificado por conta do fluxo de combustível ser maior que o permitido.
No GP da Malásia, Vettel conseguiu chegar em 3º, atrás das duas imbatíveis Mercedes. Foi a vez de Ricciardo abandonar, com problemas na asa.
No GP do Barém e no GP da China, respectivamente, Vettel terminou em 6º e em 5º, e Ricciardo conseguiu dois 4º lugares.
No GP da Espanha, Vettel fez uma corrida de recuperação, largando de 15º para chegar em 4º. Além disso, o alemão marcou a volta mais rápida da corrida. Ricciardo terminou com um 3º lugar.